# Fensch
La Fensch [fɛnʃ] est une rivière française de la région Grand Est qui coule dans le département de la Moselle. C'est un affluent de la Moselle en rive gauche, donc un sous-affluent du Rhin.

## Géographie
De 15,2 km de longueur, la Fensch prend sa source à Fontoy, à l'ouest du département de la Moselle.
Elle traverse ensuite Knutange, Nilvange, Hayange, Serémange-Erzange et Florange avant de se jeter en rive gauche dans la Moselle entre Metz et Thionville sur le ban de la commune d'Illange.
Elle coule globalement de l'ouest vers l'est.
À l'origine (comme l'indique la carte de Cassini) les eaux de la partie inférieure de son cours, grossies de celles du ruisseau de Veymerange, se déversaient dans les douves ceinturant la ville de Thionville avant que de rejoindre la Moselle. Après le démantèlement de la place et pour alimenter en eau les nouvelles installations sidérurgiques aménagées un peu au sud de cette localité, le lit de la Fensch a été dévié dans son parcours actuel.
Les sources de Morlange (commune de Fameck) et de Ranguevaux, situées dans le bassin versant de la Fensch, ont été captées en 1886 et amenées à Thionville par une conduite gravitaire longue de 10 km.

### Communes et cantons traversés
Dans le seul département de la Moselle, la Fensch traverse les sept communes suivantes, dans quatre cantons, dans le sens amont vers aval, de Fontoy (source), Knutange, Nilvange, Hayange, Seremange-Erzange, Florange, Illange (confluence).
Donc en termes de cantons, la Fensch prend source dans le canton d'Algrange, traverse les canton d'Hayange et canton de Fameck, et conflue dans le canton d'Yutz.

## Affluents
Elle possède quatre affluents : 
- la petite Fensch,
- la Krisbach ou Krebsbach[5] (rd[note 2]), 9,6 km, sur les trois communes de Ranguevaux, Fameck et Florange.
- les ruisseaux d'Algrange et de Marspich
- la Moselle canalisée.

### Rang de Strahler
Son rang de Strahler est de deux.

## Hydrologie
La Fensch est une rivière bien alimentée par des précipitations assez élevées. Elle reçoit aussi d'importantes quantités d'eau d'exhaure des mines de la région, ce qui contribue à grossir le débit. 

### La Fensch à Florange (Maisons-Neuves)
Celui-ci a été observé durant une période de 35 ans (1968-2002), à Florange, localité du département de la Moselle, située au niveau de son confluent avec la Moselle. Le bassin versant de la rivière y est de 82,6 km2, c'est-à-dire sa totalité.
Le module de la rivière à Florange est de 2,06 m3/s.
La Fensch présente des fluctuations saisonnières de débit fort modérées, comme c'est rarement le cas dans le nord de la Lorraine. Les hautes eaux se déroulent en hiver et se caractérisent par des débits mensuels moyens situés dans une fourchette allant de 2,37 à 3,25 m3/s, de décembre à avril inclus (avec un maximum en février). Dès avril, le débit baisse progressivement jusqu'aux basses eaux d'été-automne qui ont lieu de juillet à octobre, entraînant une baisse du débit moyen mensuel allant jusqu'à 1,30 m3/s au mois de septembre, ce qui reste très confortable. Mais les fluctuations sont plus prononcées sur de courtes périodes ou selon les années.

### Étiage ou basses eaux
À l'étiage, le VCN3 peut chuter jusque 0,54 m3/s, en cas de période quinquennale sèche, soit 540 litres par seconde, ce qui est loin d'être sévère.

### Crues
Les crues sont moyennement importantes, compte tenu de la taille réduite de son bassin versant. Elles sont proportionnellement plus ou moins deux fois moins importantes que celles de sa voisine, l'Orne par exemple. Les QIX 2 et QIX 5 valent respectivement 7,6 et 9,5 m3/s. Le QIX 10 est de 11 m3/s, le QIX 20 de 12 m3/s. Quant au QIX 50, il se monte à seulement 14 m3/s.
Le débit instantané maximal enregistré à Florange a été de 12,3 m3/s le 12 avril 1983, tandis que la valeur journalière maximale était de 11,5 m3/s le même jour. En comparant la première de ces valeurs à l'échelle des QIX exposée plus haut, il apparaît que cette crue était d'ordre vicennal, et donc nullement exceptionnelle.

### Lame d'eau et débit spécifique
Au total, la Fensch est une rivière très abondante, plus que la plupart des cours d'eau du bassin de la Moselle, et notamment du département de la Moselle. La lame d'eau écoulée dans son bassin est de 789 millimètres annuellement, ce qui est nettement supérieur (de plus de deux fois) à la moyenne d'ensemble de la France tous bassins confondus, mais aussi largement supérieur à la moyenne du bassin français de la Moselle (445 millimètres par an à Hauconcourt). Le débit spécifique (ou Qsp) de la rivière atteint 24,9 litres par seconde et par kilomètre carré de bassin.

## Aménagements et écologie

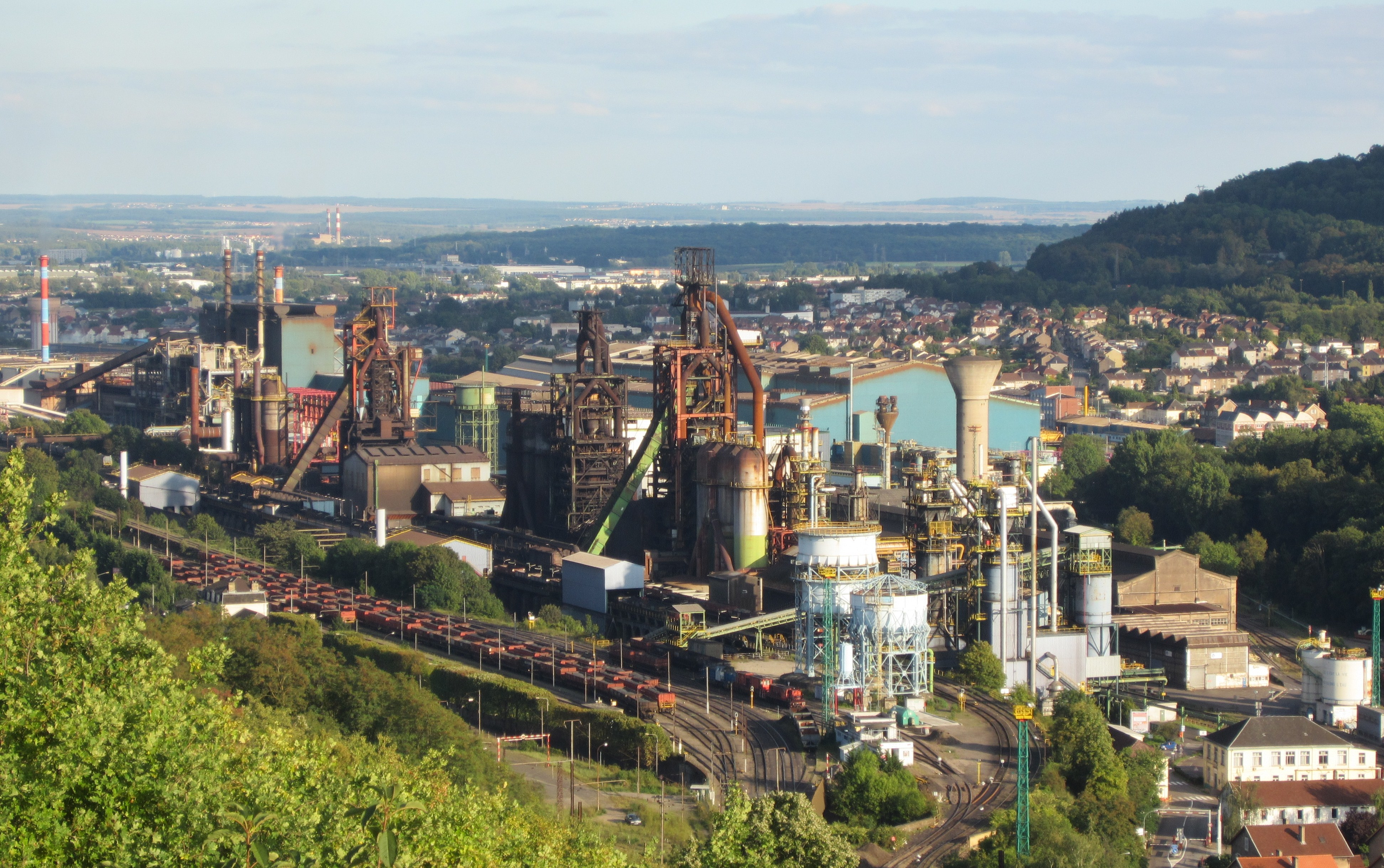
Sidérurgie à Hayange.

La vallée de la Fensch est connue pour sa sidérurgie. Une partie du cours de la rivière est même recouverte dans sa traversée de la ville de Hayange et par des installations du site sidérurgique ArcelorMittal de Florange.

## Hydronymie
- Feuschen (1403), Fensth (1544), Flensch (1606), Fenche (1779)[7], Feusche[8].
- En allemand : Fentsch[7].

## Culture
La région a inspiré à Bernard Lavilliers Fensch Vallée, le titre phare de son quatrième album, Les Barbares, en 1976.